# Spaceship Earth
Spaceship Earth (Vaisseau Terre) est un pavillon-attraction du parc Epcot de Walt Disney World Resort. La géode de 18 étages (plutôt une sphère géodésique) abrite un parcours scénique en Omnimover de plus de 13 minutes qui explore l'histoire de la communication entre les hommes depuis l'homme des cavernes jusqu'à Internet. C'est le symbole principal du parc.

## Le bâtiment: un symbole
Du fait de sa position à l'entrée du parc et sa taille de 18 étages, Spaceship Earth a été conçue comme le symbole du parc et prend la forme d'une énorme géosphère posée sur un trépied, symbolisant la planète Terre se mouvant dans l'espace. Ce terme a été emprunté à Buckminster Fuller, créateur du concept de dôme géodésique, qu'il a utilisé dans un séminaire et un livre intitulé Operating Manual for Spaceship Earth (1969)  (ISBN 080932461X).
Le bâtiment a été conçu avec l'aide de l'auteur de science-fiction Ray Bradbury, qui écrivit l'histoire originale de l'attraction. Le bâtiment s'inspire des structures de Fuller, les dômes géodésiques. Il ressemble au pavillon des États-Unis de l'Exposition universelle de 1967, construit quinze ans plus tôt sur l'île Sainte-Hélène de Montréal, et aujourd'hui nommé Biosphère. La principale différence structurelle est que la Biosphère n'est plus un espace clos depuis que toutes ses parois ont brûlé dans l'incendie de 1976 ; les autres plus grosses différences sont que la Biosphère n'a pas de base ni de pieds. Techniquement, les imagineers, d'après une idée de John Hench, ont construit la structure de l'édifice non pas comme une géosphère mais comme un guéridon recouvert des 3/4 d'une sphère, supporté par trois pieds doubles avec suspendu sous le guéridon, le dernier quart de la sphère. La construction dura 26 mois et totalisa 40 800 heures de travail.
Autre élément, le bâtiment est en réalité composé de deux géosphères imbriquées. La plus petite à l'intérieur est un isolant plastique noir assez fin, courant dans le milieu de la construction. La seconde plus décorative est en alliage d'aluminium. Elle a été conçue pour que lors des pluies, aucune goutte ne tombe sur le sol. Les plaques ne sont pas jointives et permettent à l'eau de s'écouler jusqu'au bas de la sphère puis grâce à une conduite elle se déverse dans le World Showcase Lagoon.

Géométriquement parlant, Spaceship Earth est un pentakidodécaèdre composé de 60 faces en forme de triangle équilatéral. Chacun des triangles est divisé en 16 triangles équilatéraux plus petits. Chacune de ces 960 faces est plane et recouverte de quatre triangles eux-mêmes découpés en trois triangles isocèles légèrement surélevés au niveau de leurs pointes donnant un effet cristallin.

En théorie, il devrait y avoir au total 11 520 triangles isocèles formant 3840 points. Mais en réalité plusieurs triangles sont inexistants ou partiels à cause des supports ou des portes. Finalement, 11 324 triangles composent la surface de la géosphère dont 954 sont incomplets.
La géosphère est accompagnée d'un bâtiment circulaire s'insérant entre les deux ailes d'Innoventions (baptisé Communicore avant 1994) et qui sert d'après-spectacle. Il est accessible depuis le pilier sud qui s'adosse à cette extension. Elle accueillait Earth Station (1982-1994) puis Global Neighborhood (1994 à 2004 avec rénovation en 1999).
En 1999, une imposante structure, un mat, a été ajoutée sur le côté Est pour la célébration du nouveau millénaire. C'est le bras de Mickey Mouse portant une baguette magique. Sur le côté à partir de la main était écrit "2000". Après la fin de la commémoration en 2001, ce nombre fut remplacé par le nom du parc « Epcot ».
L'aspect caractéristique de la géosphère a été repris à plusieurs reprises dans d'autres parcs comme pour le bâtiment hébergeant les montagnes russes Eurosat à Europa-Park.
En juillet 2007, à la suite du partenariat avec Siemens, l'immense main avec une baguette magique a été démontée. La raison évoquée est principalement que l'édifice n'était pas en accord avec la politique de communication de la société allemande. Le 1er juillet 2017, Siemens annonce l'arrêt de son partenariat avec Disney en octobre 2017 laissant les attractions Spaceship Earth et IllumiNations d'Epcot ainsi qu'Innoventions et It's a Small World de Disneyland sans sponsor.

### Données techniques
| Cette attraction interagit avec les Pal Mickey - Ouverture : 1er octobre 1982 (avec le parc) - Conception : WED Enterprises - Partenaires : - 1982 - 2003 : AT&T - 2005 - 2017 : Siemens - Hauteur du bâtiment : 73 m avec le mat supportant le nom "EPCOT" - La géosphère - Hauteur : 55 m - La sphère est surélevée à 5 m au-dessus du sol grâce à trois pylônes double s'enfonçant à 37 m dans le sol - Diamètre : 50 m - Circonférence : 158 m - Volume : 62 000 m3 - Poids : 7 040 tonnes - dont acier : 1 700 tonnes - Couvertures : 11 324 triangles en Alucobon - Superficie : 10 161 m² - Situation : 28° 22′ 31″ N, 81° 32′ 58″ O | |
| - L'attraction : - Durée : 13 min 26 s - Longueur : 465,6 m - Caractéristiques du parcours : - Plus haut point de l'attraction : 50 m - angle moyen de descente : 20 degrés - angle maximum de descente : 39 degrés - Capacité file d'attente : 750 personnes | - Les véhicules : - Type: Omnimover - Nombre : 154 (+4 en stock) - Places à bord : 4 - Composition des trains : 2 véhicules (soit 77 trains) |

### Chronologie simplifiée
- 1er octobre 1982 : Spaceship Earth ouvre avec le parc ; le narrateur n'est pas crédité mais semble être Vic Perrin, voir Walker Edmiston ou Walter Pidgeon.
- 26 mai 1986 : Le narrateur devient Walter Cronkite et la musique de fond est remplacée par Tomorrow's Child[3].
- 15 août 1994 : fermeture pour rénovation, ajout de scènes. Fermeture de l'Earth Station.
- 23 novembre 1994 : réouverture avec Jeremy Irons comme narrateur, Global Neighborhood remplace Earth Station[3].
- 24 novembre 1999 : Global Neighborhood est rénové en New Global Neighborhood
- 1er janvier 2003 : AT&T ne renouvelle pas son partenariat.
- Avril 2004 : le New Global Neighborhood est supprimé.
- Novembre 2005 : une annonce officielle indique que Siemens sera le partenaire de Spaceship Earth pour 12 ans.

## L'attraction
La première version de Spaceship Earth avait pour narrateur Vic Perrin (ou Walker Edmiston ou Walter Pigeon) et finissait par un orchestre. Dès le mois de mai 1986, l'attraction fut modifiée, Walter Cronkite jouait le rôle d'un journaliste décrivant les scènes et le final comportait la chanson Tomorrow's Child. En 1994, l'attraction fut à nouveau rénovée avec Jeremy Irons comme narrateur et la fin modifiée pour comporter des éléments technologiques plus modernes. Douze scènes furent ajoutées et à cette occasion la chanson fut retirée.
L'attraction fait le choix de montrer les civilisations passées sous un aspect évolutif lié essentiellement aux communications, d'autres faits importants étant passés sous silence pour simplifier la compréhension. Ce principe avait été utilisé dans l'animation sur des films comme Melody (1953) et Les Instruments de musique  (1953).

### Déroulement de l'attraction
L'attraction débute à l'époque des hommes des cavernes qui développèrent les premiers langages. Ensuite les véhicules croisent les égyptiens qui inventèrent un système d'écriture, les hiéroglyphes, qu'ils écrivaient en partie sur des papyrus. Ensuite se présentent des marchands phéniciens et leur alphabet, puis la Grèce antique et le théâtre (une forme populaire de loisir) et enfin la Rome antique dont les dirigeants construisirent un vaste système d'échange à travers l'Europe grâce à des routes.
Après avoir assisté au sac de Rome par les barbares, les Omnimover poursuivent avec le Moyen Âge. Des étudiants et moines arabes et juifs (les juifs ont été ajoutés lors de la rénovation de 1994) font progresser les sciences héritées de la Grèce tandis que les moines copient la Bible à la main. L'attraction poursuit par la Renaissance en Europe, le développement de la presse écrite, puis la révolution des communications au XXe siècle : journaux, télégraphe, radiophonie, cinéma, télévision et la visioconférence.
Cette scène marque la fin de la partie historique de l'attraction. Des dessins abstraits de la Terre et des modes de communications présents et développables dans le futur.

### Les scènes
- Intérieur des cavernes
  - l'homme de Cro-Magnon
  - un shaman (Medicine Man)

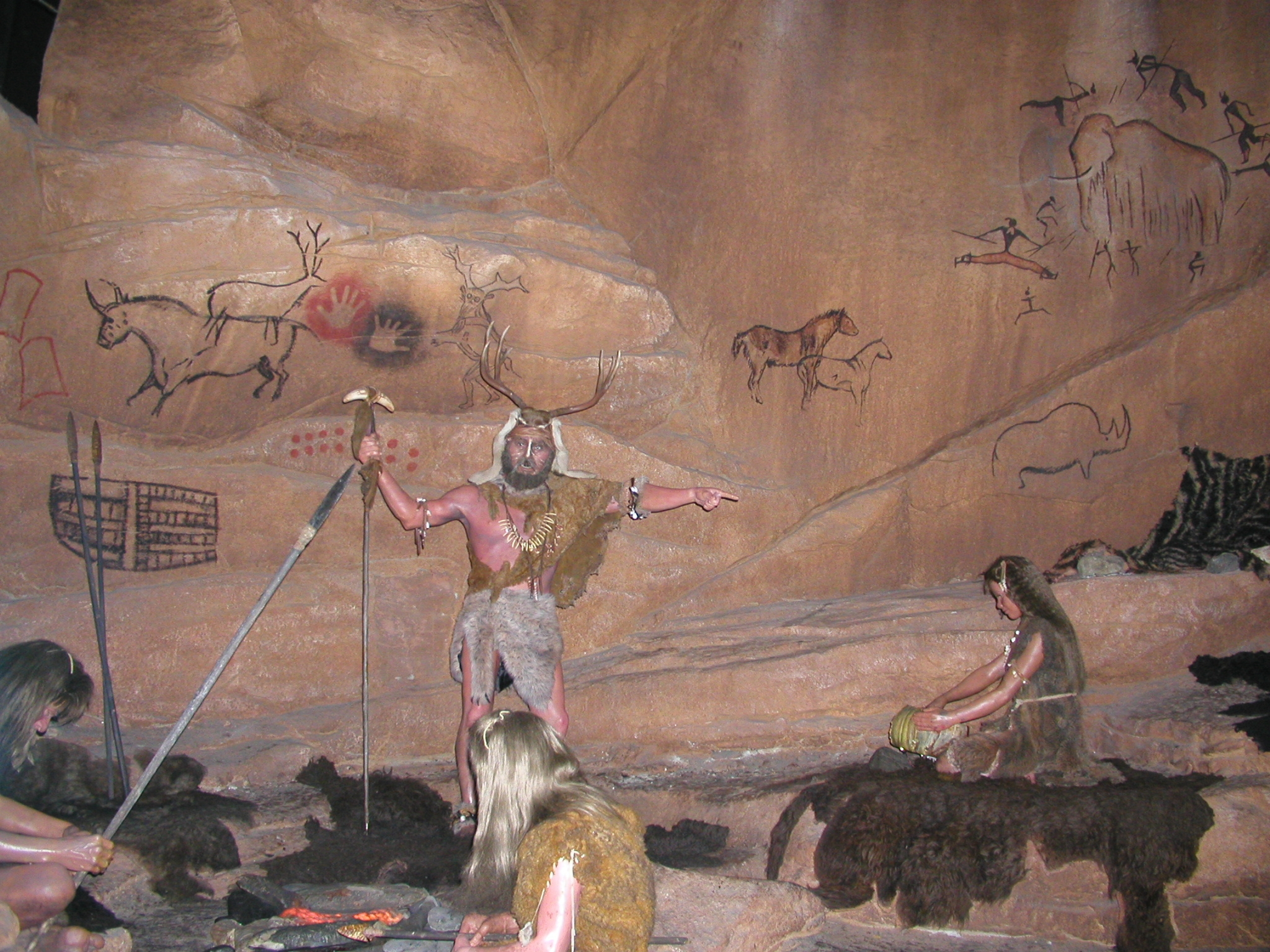
La scène à l'intérieur des cavernes

- Temple égyptien (1567-1085 av. J.-C.)
  - Hiéroglyphes (utilisé à partir de 3 000 av. J.-C.)
  - Écriture hiératique (forme cursive)
  - Papyrus
  - Scribe (requérait 10 à 12 ans de formation)
- Scène phénicienne (IXe siècle av. J.-C.)
  - Phéniciens
  - Alphabet (22 lettres)
- Théâtre grec
  - “Oedipus Rex” (écrit par Sophocle, vers 428 av. J.-C.)
- Le réseau routier romain
- L'Empire islamique
- L'abbatiale (Moines bénédictins du XIe et XIIe siècles)
- Presse de Gutenberg (Johann Gutenberg, Bible de 42 lignes, 1456)
- Renaissance italienne (XVIe siècle)
- L'âge des inventions (XIXe et XXe siècles)
  - Presse à vapeur (William Bullock, 1863)
  - Télégraphe
  - Téléphone
  - Radio
  - Cinéma:
    - Blanche-Neige et les Sept Nains (1937)
    - Vingt Mille Lieues sous les mers (1954)

  - Télévision:
    - Walt Disney présentant Wonderful World of Color
    - Ed Sullivan
    - Harlem Globetrotters
    - Ozzie et Harriet
    - Match du championnat NFL de 1964, les Colts d'Indianapolis contre les Browns de Cleveland
- Les réseaux
  - Réseau global
  - Réseau de voyage
  - Planetarium du vaisseau Terre
  - Événements actuels
  - Classe d'école virtuelle
  - Nuages de gaz infini
  - Vignettes de voisinage
  - Voisinage global
  - Communications par le réseau
- Corridor final

### L'après spectacle

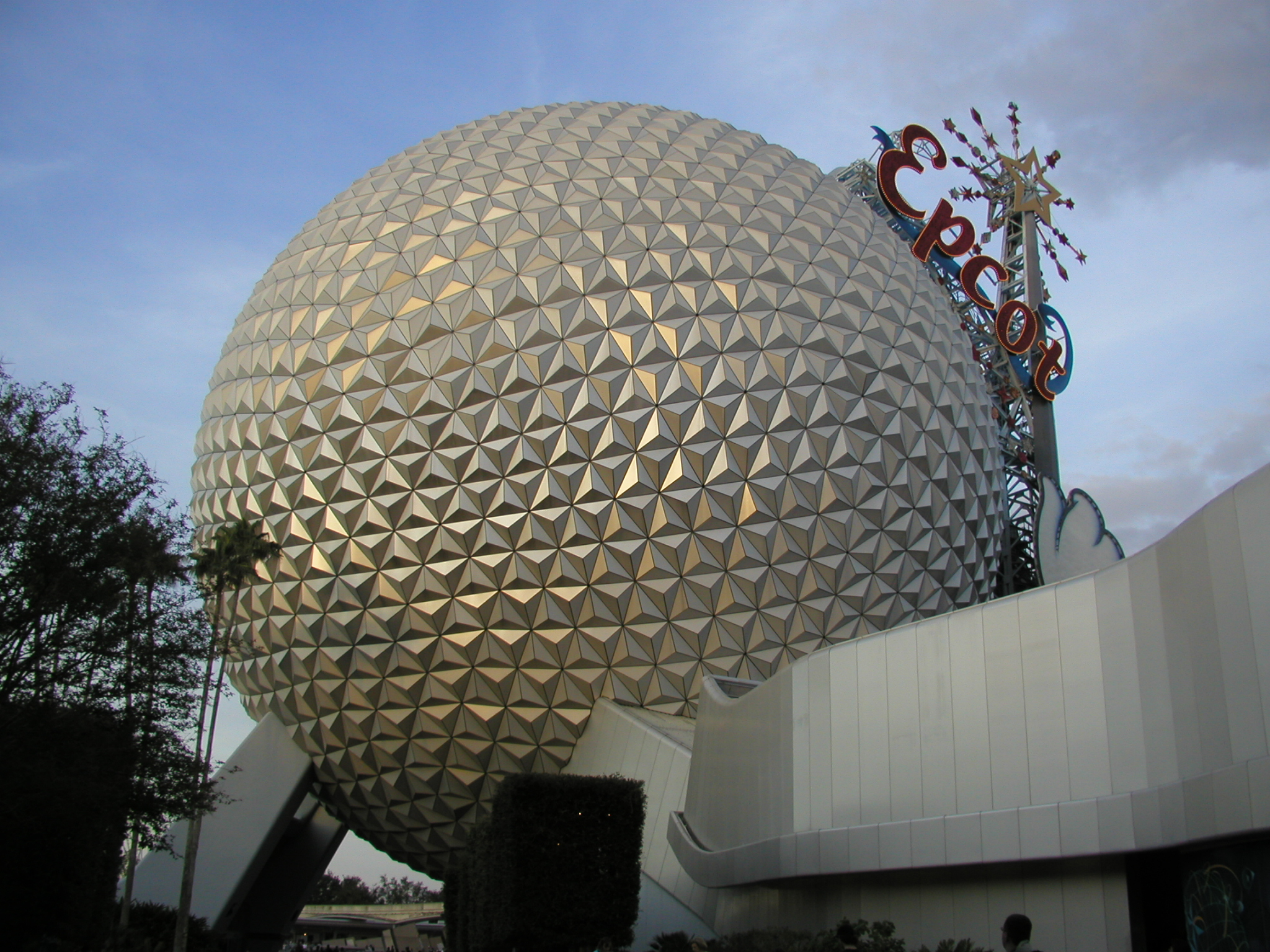
L'arrière de Spaceship Earth

L'après spectacle est en quelque sorte le menu du parc.
- Earth Station était un espace proposant une nouvelle forme de "guichet relation visiteurs" et une présentation didactique du parc. Des écrans permettait de prendre contact avec des agents (humains) de la relation clientèle : réservation de restaurant, questions diverses, ... Mais aussi d'obtenir toutes sortes d'informations sur les différents pavillons de Future World ou World Showcase. Les terminaux furent déplacés dans Innoventions East en 1994, nouveau "guichet relation visiteurs" puis supprimé en 1999.
- Global Neighborhood était une exposition interactive sur les moyens de communications. Elle ouvrit le 23 novembre 1994. Elle proposait différentes attractions :
  - Interactive Wonderland présenté par le Chat du Cheshire permettait de découvrir les futurs télévision interactives
  - You don't say proposait de jouer avec les expressions populaires dans différentes langues.
  - Communication Breakthrough permettait de voir et parler avec un joueur avec lequel on jouait.
  - Story-Teller Phone proposait de modifier le décor s'affichant derrière vous pour que votre interlocuteur visiophonique vous croit dans un autre lieux (tropical ou fantastique)
  - Ride the AT&T's networks était un simulateur de course vous mettant à la place de la lumière dans les fibres optiques du réseau d'AT&T.
- New Global Neighborhood est une rénovation de l'attraction Global Neighborhood Elle ouvrit le 24 novembre 1999. Cette rénovation constitue surtout le remplacement de Ride the AT&T's networks par un arbre géant fait de câbles aux couleurs changeantes qui grâce à des trous percées dans le tronc permet de prendre des photos visualisables sur des écrans suspendus aux branches. Les autres attractions sont toujours présentes.

Au deuxième niveau du pavillon associé, au-dessus de Eart Station (puis Global Neighborhood ), se trouvait la loge d'entreprise d'AT&T avec une vue imprenable sur la place centrale de Future World.

## De Epcot à EPCOT, un nouveau voyage

### Un parc vieillissant à la poursuite de son lendemain
Depuis quelques années, Epcot est en pleine transformation afin de devenir EPCOT, on peut citer l'arriver de nombreuses franchises dont l'intégration fait débat comme Frozen Ever After en 2016, Ratatouille en 2020, ou encore les Gardiens de La Galaxie et Mary Poppins.
Cette transformation concerne également Future World, qui va être divisée en 3 sections, l'une d'elles se nommera World Celebration et impliquera entre autres Spaceship Earth.

### Spaceship Earth: Our Shared Story
Les rumeurs se font nombreuses autour de la transformation du parc historique Epcot, et notamment autour du devenir de attractions historiques tel que Spaceship Earth. Et c'est finalement à l'occasion de l'expo D23 en août 2019 qu'est annoncé une révision de l'attraction iconique du parc. Malgré tout, les précisions sont très rares et le contenu de cette nouvelle version est encore très flou.
C'est à l'ouverture de EPCOT Experience Center que le nom de la nouvelle version est annoncé, il s'agira de Spaceship Earth: Our Shared Story, l'attraction se tournera sur l'évolution des méthodes de communications des histoires à travers le temps.
Ce changement amène donc à conserver le principe de la communication au fil du temps, mais se tourne vers un type spécifique, amenant l'hypothèse d'une intégration de certaines franchises au sein de l'attraction, en particulier les contes réadaptés par Disney.
La date de fermeture de Spaceship Earth n'est pas encore connue à l'heure actuelle.